# Loimaa ekonomiska region
Loimaa ekonomiska region (finska: Loimaan seutukunta) är en av ekonomiska regionerna i landskapet Egentliga Finland i Finland. Folkmängden i ekonomiska regionen uppgick den 1 januari 2013 till 37 137 invånare, regionens totala areal utgjordes av 2 330 kvadratkilometer och därav utgjordes landytan av 2 299  kvadratkilometer.  I Finlands NUTS-indelning representerar regionen nivån LAU 1 (f.d. NUTS 4), och dess nationella kod är 025.
Metallindustri, lantbruks- och livsmedelssektorn är de främsta näringarna inom regionen.

## Förteckning över kommuner
Loimaa ekonomiska region omfattar följande sju kommuner: 
- Aura kommun
- Koskis kommun
- Loimaa stad
- S:t Mårtens kommun
- Oripää kommun
- Pöytis kommun
- Tarvasjoki kommun

Samtliga kommuners språkliga status är enspråkigt finska.